# Wolfe (film)
Pour les articles homonymes, voir Wolfe.
Pour plus de détails, voir Fiche technique et Distribution.
Wolfe est un film québécois écrit et réalisé par Francis Bordeleau, sorti en 2018.
Il s'agit du premier long métrage du cinéaste québécois.

## Synopsis
Andie a 21 ans. Figure de proue d'un groupe de quatre amis, elle organise sa mort devant ses proches, ce qui génère de vives violences. Alors que chacun des membres du groupe tente d'en reprendre le contrôle, émotionnellement et physiquement, une cinquième personne s'immisce de l'extérieur pour y semer la zizanie.

## Fiche technique
Sources : IMDb et Films du Québec
- Titre original : Wolfe
- Réalisation et scénario : Francis Bordeleau
- Musique : Alexandre Douste
- Direction artistique : Éric Sénécal
- Costumes : Markantoine Lynch-Boisvert
- Maquillage : Anita Sanchez
- Coiffure : Laurent Lemay
- Photographie : Miguel Henriques
- Son : Philippe Scultéty, Dino Castrilli,
- Montage : Valérie Tremblay
- Production : Francis Bordeleau, Stéphane St-Hilaire, Miguel Henriques
- Société de production : Melancholia Films
- Société de distribution : TVA Films
- Budget : 250 000 $ CA
- Pays de production :  Canada
- Langue originale : français
- Format : couleur - 2,35:1
- Genre : drame
- Durée : 91 minutes
- Dates de sortie :
  - Canada : 
    - 9 octobre 2018 (première au cinéma Impérial à Montréal)
    - 26 octobre 2018 (sortie en salle au Québec)
- Classification :
  - Québec : 13 ans et plus[3]

## Distribution
- Catherine Brunet : Andie
- Ludivine Reding : Bibiane
- Antoine Pilon : Axel
- Léa Roy : Manue
- Godefroy Reding : Isaac
- Manuel Tadros : le narrateur (voix)
- Julianne Côté : Monne
- Catherine De Léan : Charlotte, mère de Manue
- Mylène Mackay : Nadia
- Alexis Martin : Alain
- Mariloup Wolfe : Rachel
- Roc LaFortune : Marc
- Rosalie Vaillancourt : Magalie

## Production

### Attribution des rôles
En février 2017, Catherine Brunet, Ludivine Reding, Antoine Pilon, Léa Roy, Catherine De Léan, Mariloup Wolfe, Julianne Côté, Mylène Mackay, Alexis Martin et Roc LaFortune sont confirmés pour constituer le casting du film.

### Écriture, tournage et financement
'Wolfe est écrit en quatre jours et tourné en 12 jours entre le 5 et le 20 février 2017 à Laval et Montréal. La sortie en salle a lieu le 26 octobre 2018,. Le film est financé exclusivement au privé par le biais de mécénat et d'organismes socialement engagés.